# Letnia Uniwersjada 1967
5. Letnia Uniwersjada – międzynarodowe zawody sportowców – studentów, które odbyły się w stolicy Japonii – Tokio. Impreza została zorganizowana między 27 sierpnia, a 4 września 1967 roku. W uniwersjadzie wzięło udział 1179 zawodników ze 23 krajów. Sportowcy rywalizowali w 10 dyscyplinach. Nad organizacją zawodów czuwała FISU. W Uniwersjadzie nie wzięli udziału reprezentanci Polski.

## Dyscypliny

### Sporty obowiązkowe
| - Gimnastyka sportowa - Koszykówka - Lekkoatletyka | - Pływanie - Piłka siatkowa - Szermierka | - Tenis - Skoki do wody |
| Sporty wymienne                                    |                                          |                         |
| - Judo                                             |                                          |                         |

## Klasyfikacja medalowa
| Pozycja | Reprezentacja            | Złoto | Srebro | Brąz | Suma |
| ------- | ------------------------ | ----- | ------ | ---- | ---- |
| 1       | Stany Zjednoczone        | 32    | 23     | 6    | 61   |
| 2       | Japonia                  | 21    | 17     | 16   | 54   |
| 3       | RFN                      | 8     | 9      | 5    | 22   |
| 4       | Wielka Brytania          | 4     | 11     | 9    | 24   |
| 5       | Francja                  | 4     | 5      | 13   | 22   |
| 6       | Włochy                   | 4     | 5      | 9    | 18   |
| 7       | Australia                | 2     | 1      | 3    | 6    |
| 8       | Szwecja                  | 2     | 1      | 2    | 5    |
| 9       | Szwajcaria               | 2     | 0      | 0    | 2    |
| 10      | Korea Południowa         | 1     | 9      | 1    | 11   |
| 11      | Finlandia                | 1     | 1      | 3    | 5    |
| 12      | Holandia                 | 1     | 1      | 1    | 3    |
| 13      | Austria                  | 1     | 0      | 4    | 5    |
| 14      | Wybrzeże Kości Słoniowej | 1     | 0      | 0    | 1    |
|         | Hiszpania                | 1     | 0      | 0    | 1    |
|         | Jugosławia               | 1     | 0      | 0    | 1    |